# Гий, Юрий Владимирович
Юрий Владимирович Гий (укр. Юрій Володимирович Гій; 5 мая 1962, Львов, Украинская ССР, СССР) — советский и украинский футболист, защитник. Большую часть карьеры провел в «Буковине» (Черновцы), где является рекордсменом по количеству сыгранных поединков. Также выступал за «Карпаты» (Львов) и «Нистру» (Отачь). Провёл более 600 официальных матчей в составе различных команд, после завершения активной карьеры игрока стал футбольным тренером.

## Карьера

### Игровая
Юрий является воспитанником львовского футбола (первый тренер — Анатолий Крощенко), однако большую часть своей спортивной жизни отдал «Буковине». В июне 1979 года главным тренером черновицкой «Буковины» стал мастер спорта СССР Борис Рассихин. Именно во время сезона—79 в команде дебютировал 17-летний полузащитник.
Уже в сезоне—80 молодой игрок продемонстрировал результативную игру (8 голов), а «Буковина» стала серебряным призёром второй союзной лиги (5 зона). Через два года черновицкая команда получила «золото» второй лиги (6 зона). В 1983—1989 годах был капитаном «Буковины», а команда свою очередь снова становилась призером чемпионата УССР. К середине сезона 1985 Юрий действовал в полузащите, однако в интересах команды впоследствии начал играть в защитной линии.
Сезон 1990 отыграв в родных львовских «Карпатах», где вместе с родным братом провел очень неплохой сезон. Однако команда не получила возможности повыситься в классе, занял 3 место в зоне «Запад» второй лиги. В том же сезоне вместе с командой ездил и в американское турне.
После чего Гий вернулся в «Буковину», которая тоже стала, как родной и в отличие от «Карпат», завоевала повышение (стала победителем той же зоны) и дебютировала в первой союзной лиге. Дебют подопечных Ефима Школьникова был удачным — 5 место. Капитан «Буковины» стал автором первого гола своего коллектива в официальных соревнованиях независимой Украины (10 февраля 1992 года. Кубок Украины. «Подолье» — «Буковина» — 1:1, в серии послематчевых пенальти лучшими стали черновчане). Также Юрий Гий является рекордсменом «Буковины» по количеству сыгранных официальных матчей — 508 (26 голов).
В 1992 сыграл несколько матчей за болгарский клуб «Хасково». В эту команду он перешел вместе с Виктором Олейником через то, что они получили длительную дисквалификацию, из-за конфликта судьей (Игорь Ярменчук) в матче 20-го тура первого независимого чемпионата Украины: «Волынь» — «Буковина».
В 1994, 1996—1998 годах выступал в клубе высшей лиги чемпионата Молдавии: «Нистру» (Отачь), где дважды становился финалистом Кубка страны. 

### Тренерская
В 1999 году начал тренерскую карьеру — второй тренер «Нистру» (Отачь). В течение 2000—2002 годов был главным тренером родной «Буковины». Под его руководством черновчане по итогам сезона 1999/2000 получили путевку в первую лигу.
После «Буковины» тренировал сначала как второй тренер, а потом уже как главный, команду «Нистру» (Отачь), которая в обоих случаях становилась бронзовым призёром чемпионата Молдовы и финалистом Кубка страны.
Работал вторым тренером в тренерском штабе Богдана Блавацкого в таких клубах, как: «Нива» (Винница), «Энергетик» (Бурштын), польских коллективах «Спартакус» (Шароволя) и «Мотор» (Люблин). В сентябре 2013 года в сложный период для черновицкой команды снова возглавил «Буковину».
В июне 2015 покинул пост главного тренера, однако работал тренером юношеской команды до лета 2017 года. Ныне тренер ДЮФК «Спарта» (Черновцы).

## Достижения

### В качестве игрока
- Победитель Чемпионата УССР (2): 1982, 1988
- Серебряный призёр Чемпионата УССР (2): 1980, 1989
- Серебряный призёр Первой лиги Украины (1): 1995/96
- Финалист Кубка Молдавии (2): 1994, 1997
- Бронзовый призёр Второй лиги СССР (1): 1990

### В качестве главного тренера
- Финалист Кубка Молдавии (1): 2007
- Бронзовый призёр Чемпионата Молдавии (1): 2007
- Победитель Второй лиги Украины (1): 2000

в качестве тренера
- Финалист Кубка Молдавии (1): 2003
- Бронзовый призёр Чемпионата Молдавии  (1): 2003
- Победитель Третьей лиги Польши[укр.] (1): 2010

## Образование
Окончил школу №55 во Львове на отлично с золотой медалью. Затем учился в спецклассе ДЮСШ «Карпаты». Пытался вступить в Львовский торгово-экономический университет и совмещать футбол и науку. Имеет тренерский диплом УЕФА, категории «A».

## Личная жизнь
Братья: Александр — также профессиональный футболист и Игорь — тоже занимался футболом, однако во время одних из первых сборов получил тяжелую травму и соответственно профессиональную карьеру так и не начал.